# Варлам (митрополит Московски)
Митрополит Варлам (15. век - 24. март 1533, Спасо -Каменски манастир) - је био митрополит московски и целе Русије (1511-1521) наследник митрополита Симона.

## Биографија
Подаци о митрополиту Варламу су оскудни и ништа се не зна о првим годинама његовог живота. Постоје записи да јр био монах манастира Белозерски у Кириллову. У јуну 1506. године, након што је Васијан (Санин), игуман московског новог манастира Симонов, хиротонисан за архиепископа ростовског, Варлам, је у чину архимандрита, постао је игуман манастира Симонов. Исте године учествовао у петицији великом кнезу за Константина Острожког, предвођену митрополитом Симоном.
27. априла 1507. године велики кнез Василије III уручио је Варламу захвалнице, које су давале одређене привилегије поседу манастира Симонов у Московском, Владимирском, Коломенском и Переславском округу и на Белоозеру, али су привилегије биле безначајне - манастир није био ослобођен плаћања пореза. Велики кнез је 8. јануара 1510. издао великодушну помоћ, пролазно писмо манастиру, које је дало право на неопорезиви превоз 20 врста робе.
Током владавине Варлама, манастир није стекао нове поседе.
Године 1510. Варлаам је заједно са коломнским епископом Митрофаном пратио великог војводу Василија III у походу на Псков .
За време владавине Варлама у манастиру су се активно преписивала патристичка дела и богослужбене књиге. У манастиру је живео принц-монах Васијан (Патрикејев), који се вратио (1509—1510) из Белоозера.
Три месеца након смрти митрополита Симона, Варлам је, вољом великог кнеза, изабран за предстојатеља Руске цркве, 27. јула именован је за митрополита, хиротонисан од Сабора руских епископа 3. августа 1511. године са узвишењем у чин митрополита московског и целе Русије. Устоличење је предводио архиепископ ростовски Васијан (Санин), брат монаха Јосифа Волоцког.
У време митрополита Варлама, обнављање директних контаката између Московске митрополије и Цариградске патријаршије (1517) прекинуто је средином 15. века, након именовања руских епископа на московски митрополитски престо.
Са благословом митрополита Васијана (Патрикејева), саставио је ново издање Кормчајеве књиге. Принц-монах има однос поверења са митрополитом. „Несумњиво је митрополит Варлам знао за та (Васијанова) писана дела против св. Јосифа “, - белешке арх. Макарије .
Након тога, покушао је да одбрани Максима Грка од оптужби за јерес.
У децембру 1521. године митрополит Варлам је био приморан да напусти трон. Најпре се повукао у манастир Симонов, а затим је, по наређењу Василија III, прогнан у манастир Спасо-Каменски на Кубенском језеру. Разлог прогона московског митрополита је његово одбијање да благослови илегални развод великог војводе од Соломоније Сабурове и његов брак са Еленом Глинскајом. Међутим, случај са другим браком Василија III односи се на 1526. годину, а прогнани митрополит на то више није могао да утиче. Царски амбасадор у Русији Херберстеин кршење заклетве дате новгородско-северној апанажи кнезу Шемјачичу назива разлогом за смену митрополита, очигледно посредством митрополита. Према његовим речима, митрополит, огорчен на владарев чин, дао је оставку на чин и послат је у Белоозеро . Архимандрит Макарије (Веретенников) сматра да је могући разлог за прогон примата Руске цркве било одбијање издавања „опасног“ (заштитног) писма Василију III. Очигледно, Варлаам је одбио да учествује у наведеној превари, што је изазвало гнев великог војводе .
После Варлама, игуман манастира Волоколамск, Данил, уздигнут је на место митрополита, такође вољом великог кнеза. Нови митрополит издао је „опасно“ писмо које је Василије III желео Василију Шемјачичу, а преварени принц је заробљен 1523. године.